# 長谷川修二
長谷川 修二（はせがわ しゅうじ、1903年7月27日 - 1965年12月4日）は、日本の翻訳家、服飾評論家。本名・楢原茂二 （ならはらしげじ）。

## 来歴
東京生まれ。東京府立第一中学校を経て、慶應義塾専門部中退。渡辺温と共に及川道子の父が経営する喫茶店「オアシス」に出入りしており、辻潤とも親交が深い。昭和２年頃から新青年に映画やモダンボーイ文化関連のコラムを執筆。関西では映画フォックス社、ワーナー・ブラザースに勤務、その頃長谷川修二名義でシナリオを書く。1930年、映画『モロッコ』の字幕を担当する。谷崎潤一郎の知遇を得ている。1930年2月10日、『新青年』編集部記者として神戸市岡本にいた谷崎の原稿を取りに来た渡辺温と共に、深夜自動車（タクシー）で帰る途中、西宮市夙川の踏切で汽車と衝突し、渡辺は死ぬが一命をとりとめ、三週間入院をした。
その後、心中事件を起こした中村進治郎に代わり『新青年』誌上のファッション記事を担当する。
探偵小説等の翻訳を始め、多くの海外の推理小説を紹介した。
戦前は『大日本ユニヴァーサル』『キネマ旬報』『映画往来』『芝居とキネマ』等の雑誌に映画関連、ファッション等のコラムを執筆。楢原名義でも多く執筆している。
ユニバーサル、ワーナー、RKC等映画会社の宣伝、翻訳部長。
『羅生門』『地獄門』『雨月物語』『七人の侍』『楊貴妃』等日本映画の海外輸出用英語版監修を担当した。

## 著作
- 近代恋愛術 (新青年叢書 ; 5)　新青年編輯部 編 博文館, 1929   (戀愛術入門 と本格戀愛術を聞こうが収録されている）

## 翻訳
- 『高架線の戦慄』（Strangers in Flight、ミニヨン・G・エバハート(Mignon Good Eberhart)、代々木書房、現代大衆文学全集） 1940
- 『玉子を生む男』（The Reverent Wooing of Archibald、P・G・ウッドハウス、東成社） 1940
- 『劣等優良児』（P・G・ウッドハウス、東成社、P.G.ウッドハウスユーモア長篇小説集） 1940
- 『観光団殺人事件』（Charlie Chan Carries on、E.D.ビガーズ、雄鶏社、おんどり・みすてりい） 1950
のち『チャーリー・張の活躍』（早川書房、世界探偵小説全集） 1955
- 『修道院殺人事件』（ディクソン・カー、雄鶏社、おんどりみすてりい） 1951
- 『大時計』（The Big Clock、ケネス・フィアリング(Kenneth Fearing)、早川書房 1954
のちハヤカワ文庫
- 『孤独な娘』（The Loneliest Girl in the World、ケネス・フィアリング、早川書房、世界探偵小説全集） 1954
- 『大はずれ殺人事件』（The Wrong Murder 、クレイグ・ライス、早川書房、世界探偵小説全集） 1955
- 『大あたり殺人事件』（The Right Murder 、クレイグ・ライス、早川書房、世界探偵小説全集） 1956
- 『樽』（フリーマン・W・クロフツ、東京創元社） 1956
のち創元推理文庫
- 『フレンチ警部最大の事件』（Inspector French's Greatest Case、F・W・クロフツ、東京創元社） 1957
- 『スイート・ホーム殺人事件』（Home Sweet Homicide、クライグ・ライス、早川書房、世界探偵小説全集） 1957
- 『ライノクス殺人事件』（Rynox、P・マクドナルド、六興・出版部、六興推理小説選書） 1957
- 『毒蛇』（Fer-De-Lance、レックス・スタウト、東京創元社、世界推理小説全集） 1958
- 『殺人者と恐喝者』（Seeing Is Believing、カーター・ディクスン、創元推理文庫） 1959
- 『ボウ町の怪事件』（The Big Bow Mystery、イスレール・ザングヴィル、創元推理文庫） 1959
- 『ハートの4』（The Four of Hearts、エラリー・クイーン、創元推理文庫） 1959
- 『素晴らしき犯罪』（Having Wonderful Crime、クレイグ・ライス、早川書房、世界ミステリシリーズ） 1960
- 『フローテ公園の殺人』（The Groote Park Murder、F・W・クロフツ、創元推理文庫） 1960